# Fein (компания)
C. & E. FEIN GmbH — немецкая компания производитель электроинструмента. Основана в 1867 году в городе Карлсруэ Вильгельмом Эмилем Файном.
В начале своей истории компания Fein занималась созданием и производством различных электротехнических устройств (электрическая сигнализация, телефон, электрическая кофеварка), а с 1890-х начинает производство электроинструмента. Выпущенная в 1895 году электродрель Fein SZ-3 считается прототипом всех последующих электродрелей.

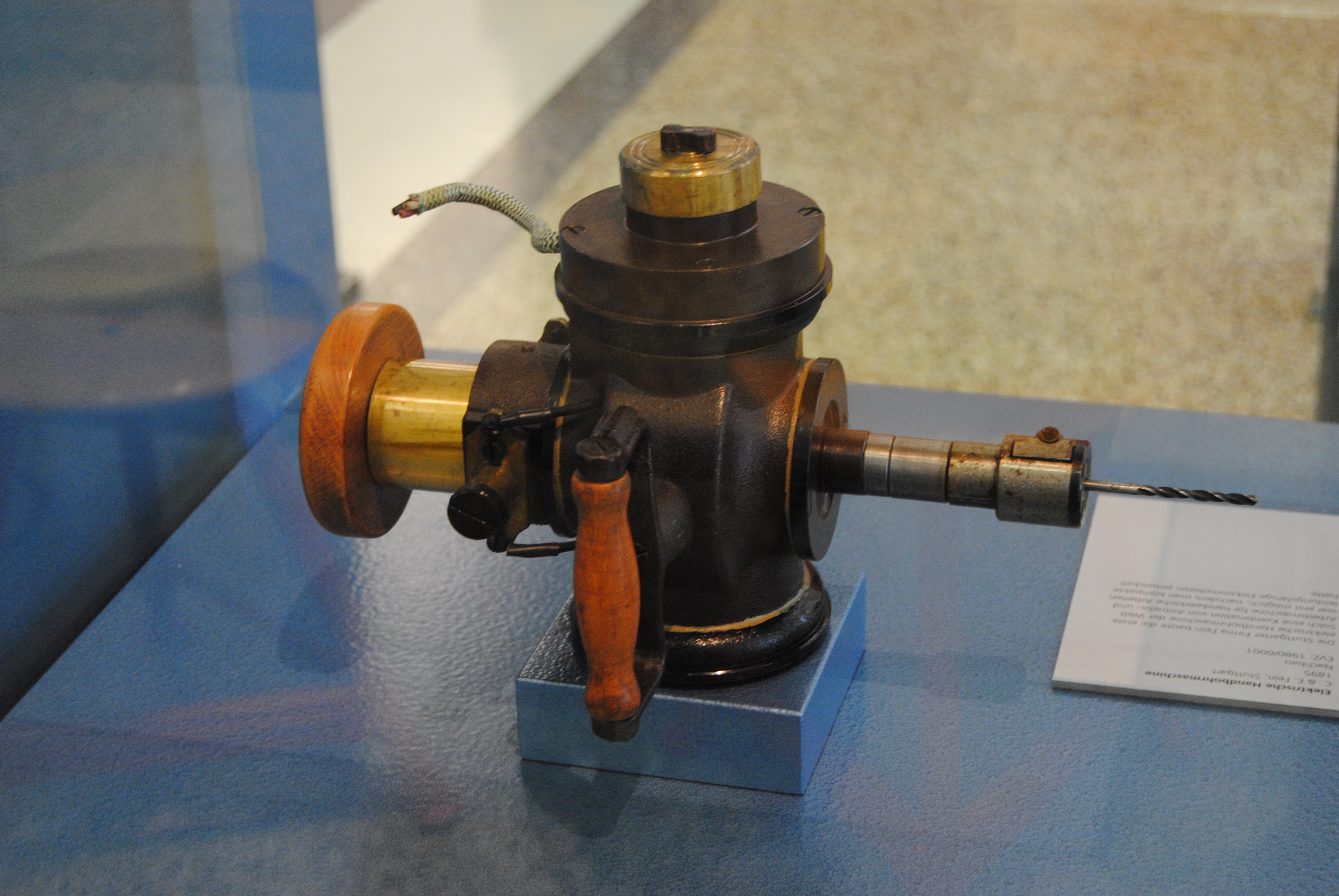
Электрическая дрель Fein 1895 года выпуска (копия) в музее «Technoseum», Мангейм

В настоящий момент C. & E. FEIN GmbH занимается производством электрических дрелей, лобзиков, ручных шлифовальных машин и др.